# Lembah Lubuk Raya
Lembah Lubuk Raya is een bestuurslaag in het regentschap Tapanuli Selatan van de provincie Noord-Sumatra, Indonesië. Lembah Lubuk Raya telt 497 inwoners (volkstelling 2010).